# Ptygonotus sichuanensis
Ptygonotus sichuanensis är en insektsart som beskrevs av Zheng, Z. 1983. Ptygonotus sichuanensis ingår i släktet Ptygonotus och familjen gräshoppor. Inga underarter finns listade i Catalogue of Life.